# Cleisostoma chantaburiense
Cleisostoma chantaburiense är en orkidéart som beskrevs av Gunnar Seidenfaden. Cleisostoma chantaburiense ingår i släktet Cleisostoma och familjen orkidéer.
Artens utbredningsområde är Thailand. Inga underarter finns listade i Catalogue of Life.